# Holstein (Iowa)
Holstein – miasto w Stanach Zjednoczonych, w stanie Iowa, w hrabstwie Ida. Zgodnie ze spisem statystycznym z 2000 roku, miasto liczyło 1.470 mieszkańców.